# Olli-Matti Multamäki
Olli-Matti Multamäki (18 de abril de 1948 - 7 de janeiro de 2007) foi um tenente-general da Finlândia, servindo como comandante do exército de seu país.